# Вазанело
Вазанело (итал. Vasanello) је насеље у Италији у округу Витербо, региону Лацио.
Према процени из 2011. у насељу је живело 3881 становника. Насеље се налази на надморској висини од 266 м.

## Становништво
Према резултатима пописа становништва 2011. у општини је живело 4.161 становника.
| 1931. | 1936. | 1951. | 1961. | 1971. | 1981. | 1991. | 2001. | 2011. |
| ----- | ----- | ----- | ----- | ----- | ----- | ----- | ----- | ----- |
| 2.445 | 2.510 | 2.790 | 2.837 | 2.769 | 3.242 | 3.555 | 3.890 | 4.161 |

## Партнерски градови
- Åsnes